# Prefektura Mesanija
Mesanija je jedna od grčkih prefektura, dio periferije Peloponez.

## Općine i zajednice
| Općina       | YPES kod | Sjedište (ako je različito) |
| ------------ | -------- | --------------------------- |
| Aetos        | 3802     | Kopanaki                    |
| Aipeia       | 3803     | Longa                       |
| Andania      | 3804     | Diavolitsi                  |
| Androusa     | 3805     |                             |
| Arfara       | 3808     |                             |
| Aris         | 3806     |                             |
| Aristomenis  | 3807     |                             |
| Avia         | 3801     | Kampos                      |
| Avlona       | 3809     | Sidirokastro                |
| Chiliochoria | 3831     | Chandrinos                  |
| Dorio        | 3812     |                             |
| Eira         | 3813     | Neda                        |
| Filiatra     | 3830     |                             |
| Gargalianoi  | 3811     |                             |
| Ithomi       | 3815     | Valyra                      |
| Kalamata     | 3816     |                             |
| Koroni       | 3817     |                             |
| Kyparissia   | 3818     |                             |
| Lefktro      | 3819     | Kardamyli                   |
| Meligalas    | 3821     |                             |
| Messene      | 3822     |                             |
| Methoni      | 3820     |                             |
| Nestoras     | 3823     | Chora                       |
| Oichalia     | 3824     | Meropi                      |
| Papaflessas  | 3825     | Vlahopoulo                  |
| Petalidi     | 3826     |                             |
| Pylos        | 3827     |                             |
| Thouria      | 3814     |                             |
| Voufrades    | 3810     | Chatzis                     |
| Zajednica    | YPES kod | Sjedište (ako je različito) |
| Trikorfo     | 3828     |                             |
| Tripyla      | 3829     | Raptopoulo                  |